# 底本
| ウィキペディアには「底本」という見出しの百科事典記事はありません（タイトルに「底本」を含むページの一覧/「底本」で始まるページの一覧）。 代わりにウィクショナリーのページ「底本」が役に立つかもしれません。 |